# Michnovka
Michnovka (německy Münchhof) je malá vesnice, část obce Kratonohy v okrese Hradec Králové. Nachází se asi 2,5 km na jih od Kratonoh. V roce 2009 zde bylo evidováno 40 adres. V roce 2001 zde trvale žilo 41 obyvatel.
Michnovka je také název katastrálního území o rozloze 4,57 km2.

## Historie
První písemná zmínka o obci pochází z roku 1720.

## Pamětihodnosti
- Zvonička se zvonkem stojí před čp. 7